# Helcon clerodendroni
Helcon clerodendroni är en stekelart som beskrevs av Sharma 1984. Helcon clerodendroni ingår i släktet Helcon och familjen bracksteklar. Inga underarter finns listade i Catalogue of Life.